# Босфорско краљевство
Босфорско краљевство или Краљевство Кимеријског Босфора била је античка држава смештена на источном делу Крима и полуострву Таман, односно на обалама данашњег Керчког теснаца. 
Настала је постепеним уједињавањем грчких колонија које су на северним обалама Црног мора постојале од 7. века п. н. е., односно мешањем грчких колониста и њихових потомака са скитским и сарматским аутохтоним становништвом. Тим је подручјем средином 5. века п. н. е. завладала династија Спартокида која ће створити богату државу, чија је привреда била темељена на трговини житом, златом и робовима. Године 110. п. н. е. је тим подручјем завладао Понтски краљ Митридат I, да би након 8. п. н. е. власт поновно преузели домаћи владари, иако је Босфорско краљевство тада постало вазална држава Римског царства. Као такво је нестало у Великој сеоби народа, највероватније уништено од стране Хуна или Алана.
Иако о њему није постојало много података, те иако није имало непосредан ефект на најпознатије личности и догађаје старог века, Босфорско краљевство изазива велико занимање историчара и археолога. То је пре свега због чињенице да је представљала прву хеленистичку државу, односно покушај да се грчка култура и технологија споје с не-грчким обичајима и политичким системом. Осим тога, босфорски краљеви су иза себе оставили читав низ вредних артефаката, од кованица до раскошних гробница у курганима који су се интензивно почели откривати и проучавати након распада Совјетског Савеза.